# Pedro García Aguado
Pour les articles homonymes, voir Pedro García (homonymie) et García.
Pedro Francisco García Aguado (né le 9 décembre 1968 a Madrid) est un joueur de water-polo espagnol et un présentateur de programmes télé.
Il remporte la médaille d'or lors des Jeux olympiques de 1996 à Atlanta.